# Taraxacum variegatum
Taraxacum variegatum là một loài thực vật có hoa trong họ Cúc. Loài này được Kitag. miêu tả khoa học đầu tiên năm 1938.